# Einkommen zur sozialen Eingliederung
Das Einkommen zur sozialen Eingliederung (französisch = Revenu d’inclusion sociale, kurz: REVIS) ist ein Gesetzesprojekt des Großherzogtum Luxemburg, das einkommensschwache Haushalte finanziell unterstützen soll. Das REVIS ersetzt ab dem Jahr 2018 das zuvor angewandte garantierte Mindesteinkommen (französisch = Revenu minimum garanti, kurz: RMG), das seit dem Jahr 1986 geführt wurde.
Nach amtlichen Luxemburger Statistiken lebt ein Teil der Bevölkerung unter der Armutsgrenze. Aus diesem Grund wurde das garantierte Mindesteinkommen ins Leben gerufen. Das Gesetzesprojekt wurde im Laufe der Jahre angepasst: z. B. wurde im Jahr 1999 ein Recht auf das garantierte Mindesteinkommen (RMG) eingeführt. Im Jahr 2018 wurde das Gesetzesprojekt abgeändert und umbenannt.
Laut Familienministerium bezogen mehr als 10.000 Haushalte das garantierte Mindesteinkommen RMG. Aufgerundet ergibt das ca. 20.000 Menschen, darunter 7.000 Kinder. Bei mehr als der Hälfte der Haushalte (54 %) handelte es sich um alleinlebende Erwachsene. Bei rund einem Fünftel der Haushalte (21 %) handelte es sich um einen Haushalt mit zwei Erwachsenen und einem oder mehreren Kindern. Die übrigen 13 % der Empfänger des garantierten Mindesteinkommens gelten oft als die wirtschaftlich schwächsten Haushalte: alleinerziehende Eltern mit einem oder mehreren Kindern. Rund ein Drittel der Bezieher des RMG waren laut Familienministerium zwischen 30 und 49 Jahre alt.

## Das RMG
Das garantierte Mindesteinkommen liegt als Gesetzesprojekt seit dem Jahr 1986 vor. Es soll der Sicherung der finanziellen Existenz dienen.
Bedingungen
Allgemein hat jeder Antragsteller das Recht auf das RMG, wenn folgende Bedingungen erfüllt werden:
Der Antragsteller muss mindestens 25 Jahre alt sein.
Die Einkünfte des Antragstellers oder eines Haushaltes müssen unter dem sozialen Mindestlohn liegen.
Der Antragsteller muss bereit sein, jede Möglichkeit, die die Situation des Antragstellers verbessern kann, zu ergreifen.
Der Antragsteller muss in Luxemburg angemeldet sein und seinen Wohnsitz in Luxemburg haben und tatsächlich dort wohnen.
Wichtig ist, dass die Person, die den Antrag stellt, sich motiviert und bereit zeigt, eine neue Arbeit zu suchen oder Schulungen zu besuchen.
Einige Ausnahmen existierten für diejenigen, die keine Staatsbürgerschaft aus einem Europäischen Mitgliedsstaat oder aus einem Staat des Europäischen Wirtschaftsraums besaßen und für diejenigen, die staatenlos oder politische Flüchtlinge waren. Diese mussten mindestens 5 Jahre während der letzten 20 Jahren ihres Lebens in Luxemburg gewohnt und angemeldet gewesen sein.

## Das REVIS
Das Einkommen zur sozialen Eingliederung (REVIS) ersetzt ab 2018 das zuvor angewandte garantierte Mindesteinkommen (TMG).
Im Wesentlichen unterstützt das REVIS einkommensschwache Haushalte finanziell, indem es Menschen, die bestimmte Bedingungen erfüllen, ein Mindesteinkommen zur Verfügung stellt.
Zusätzlich gibt es Maßnahmen zur beruflichen und sozialen Eingliederung. Diese werden ab dem Jahr 2018 Aktivierungsmaßnahmen genannt. Zum REVIS gibt eine eigene Webseite mit zahlreichen Informationen.
Bestandteile
Das REVIS besteht aus einer Eingliederungszulage und einer Aktivierungszulage. Die Höhe dieser Zulagen ist abhängig von der Haushaltsgemeinschaft und dem Einkommen der Antragsteller.
Eingliederungszulage
- der frühere „Zuschuss“ des RMG: Dies ist eine finanzielle Beihilfe, mit der Personen, die über kein Einkommen verfügen oder deren Einkommen unter einem bestimmten Betrag liegt, einen Grundbetrag zur Bestreitung des Lebensunterhalts erhalten.
Aktivierungszulage
- früher „Eingliederungsentschädigung“ des RMG: Dies ist eine Lohnzulage für Teilnehmer an einer Aktivierungsmaßnahme. Die Aktivierungszulage wird auf der Grundlage des sozialen Mindestlohns für einen nicht qualifizierten Arbeitnehmer berechnet, basierend auf der Anzahl der geleisteten Stunden.

### Antrag
Konkret muss jeder Antragsteller des REVIS sich erstmals bei der Arbeitsagentur (Agence pour le développement de l’emploi – ADEM) einschreiben, die ein Profil des Antragstellers herstellt. Falls sich bei diesem „Profiling“ herausstellt, dass der Betreffende spezifische Bedürfnisse aufweist, die seine professionellen und sozialen Leistungen betreffen, wird diese Person an das Nationalamt für soziale Eingliederung (office nationale d’inclusion sociale – kurz: ONIS) weitergeleitet. Dort werden arbeitsfähige Antragssteller ermutigt und ausgebildet, um eine berufliche Tätigkeit ausüben zu können. Falls die Notwendigkeit besteht, wird noch ein Aktivierungsplan erstellt zwischen der antragstellenden Person und einem Beamten des zuständigen ONIS.
Um das REVIS zu beantragen, muss der Antragsteller ein Formular ausfüllen und per Post oder persönlich beim Nationalen Solidaritätsfonds (französisch = Fonds nationale de solidarité) einreichen. Dem Antrag sind mehrere Belege beizufügen. Das Antragsformular kann von ihrer Webseite mühelos heruntergeladen werden. Die Internetseite bietet auch ein Einführungsvideo an.
Diejenigen, die zuvor bereits Anspruch auf den garantierten Mindesteinkommen hatten, haben automatisch Anspruch auf das Einkommen zur sozialen Eingliederung.
Um das REVIS beantragen zu können, muss der Antragsteller folgende Bedingungen erfüllen:
1. Wohnsitz in Luxemburg sowie Wohnung am gemeldeten Wohnsitz
2. Aufenthaltsrecht
3. Eintrag in das Nationale Register natürlicher Personen (RNPP)
4. Alter mindestens 25 Jahre; Verfügung über - alleine oder mit seiner Haushaltsgemeinschaft -  über Einkünfte verfügen, die unter den gesetzlich festgelegten Obergrenzen liegen

Voraussetzung ist, dass die Person eine Arbeit sucht und als Arbeitssuchender bei der Arbeitsagentur (ADEM) eingeschrieben ist und bleibt.
Die Bedingungen Ausnahmen und Sonderbestimmungen von Drittstaatsangehörigen, EU-Bürgern und Bürger des Europäischen Wirtschaftsraums und deren Familienangehörige finden sich auf der offiziellen staatlichen Internetseite.
Im Falle des Nichteinverständnisses mit einer Entscheidung des Nationalen Solidaritätsfonds (FNS) kann der Empfänger innerhalb einer Frist von 40 Tagen ab der Zustellung der Entscheidung Klage erheben.
Allgemein gehören alle Personen zu einer Haushaltsgemeinschaft, wenn die Personen in einem gemeinsamen Haushalt leben und über ein gemeinsames Budget verfügen, die ein Mindestbudget nicht übersteigen. Welche Belege dies genau sind und welche Ausnahmen hier gelten, können auf der offiziellen Internetseite des Ministeriums abgerufen werden.
Der Revis kann auch für den Zeitraum beantragt werden, in dem der Antragsteller sich im Strafvollzug befindet oder eine Aufhebung der Haftstrafe oder eine Haftentlassung auf Bewährung erhält.

### Betrag
Die Höhe des REVIS richtet sich nach der Haushaltsgemeinschaft und der Summe ihrer Einkünfte.
Der Antragsteller muss dem FNS seine gesamten Bruttoeinkünfte und sein gesamtes Vermögen angeben, ebenso wie die Einkünfte und das Vermögen seiner Haushaltsgemeinschaft. Die genauen Angaben und Belege, die anzugeben sind, befinden sich der staatlichen Webseite.
Der FNS überprüft regelmäßig, ob die Zugangsvoraussetzungen weiterhin erfüllt sind. Die Eingliederungszulage wird aufgehoben, wenn die Bedingungen für ihre Bewilligung nicht mehr erfüllt sind. Sie wird eingestellt, reduziert oder rückwirkend entzogen, wenn
1. die Elemente für die Berechnung der Eingliederungszulage sich verändern
2. die Zulage aufgrund eines materiellen Fehlers bewilligt wurde
3. der Empfänger unvollständige oder falsche Angaben gemacht hat

Da in Luxemburg in einem fast jährlichen Rhythmus die sogenannte „Indextranche“ einfällt, verändert sich der Betrag des REVIS auch dementsprechend, da das Mindesteinkommen im Laufe der Jahre variieren kann. Eine Auflistung der jeweiligen Beträge ist im Internet aufgeführt.

## Kritik
Da dieses Gesetzesprojekt des REVIS noch nicht lange in der Praxis ist, scheint es noch zu früh zu sein, um vielaussagende Ergebnisse zusammenzuführen. Allerdings wurden zum REVIS bereits einige Aussagen gemacht:
Anders als beim RMG können heute mehr als nur eine Person in der Haushaltsgemeinschaft das REVIS beziehen, was eine gute Neuheit ist.
Zusätzlich wird beim REVIS nun das Einkommen zu 25 % immunisiert, d. h., dass ein Viertel vom Gehalt behalten werden darf, ohne dass der REVIS dabei gekürzt wird. Somit sollen arbeitslose Menschen motiviert werden, sich eine Arbeit zu suchen (Egal ob Teilzeit oder Vollzeit Arbeit).
Auch der Kostenpunkt des REVIS soll im Vergleich zum RMG nicht viel kostspieliger werden: Im ersten Jahr 170,1 Millionen Euro (RMG: 166,4 Millionen Euro), im zweiten Jahr 167,8 Millionen (RMG: 167,5 Millionen) und im dritten Jahr 165,7 Millionen (RMG: 168,7 Millionen).
Hauptsächliche Veränderungen in den Namen der Institutionen und Begriffe:
| Alte Begriffe (RMG)                                             | Neue Begriffe (REVIS)                                                                      |
| Garantiertes Mindesteinkommen (revenu minimum garanti – RMG)    | Einkommen zur sozialen Eingliederung (revenu d’inclusion sociale – REVIS)                  |
| Zuschuss (allocation complémentaire)                            | Eingliederungs-Zulage (allocation d’inclusion)                                             |
| Eingliederungs-Entschädigung (indemnité d’insertion)            | Aktivierungs-Zulage (allocations d’activation)                                             |
| Nationales Sozialamt (Service national d’action sociale – SNAS) | Nationales Amt für soziale Eingliederung (Office national d’inclusion sociale – ONIS)      |
| Regionales Sozialamt (Service régional d’action sociale – SRAS) | Regionalbeauftragter für soziale Eingliederung (Agent régional d’inclusion sociale – ARIS) |